# Bombardier Learjet 550 2008
Bombardier Learjet 550 2008 var ett race som var den åttonde deltävlingen i IndyCar Series 2008. Racet kördes den 7 juni på Texas Motor Speedway och gav Scott Dixon hans tredje seger för säsongen. Hélio Castroneves slutade tvåa, vilket minimerade hans poängtapp i mästerskapet. Castroneves teamkamrat i Team Penske; Ryan Briscoe blev trea, medan Dixons teamkollega Dan Wheldon slutade fyra.

## Slutresultat
| Plats | Förare            | Team                      | Grid | Snitt  |
| ----- | ----------------- | ------------------------- | ---- | ------ |
| 1     | Scott Dixon       | Chip Ganassi Racing       | 1    | 24,376 |
| 2     | Hélio Castroneves | Team Penske               | 2    | 24,388 |
| 3     | Ryan Briscoe      | Team Penske               | 3    | 24,484 |
| 4     | Dan Wheldon       | Chip Ganassi Racing       | 11   | 24,652 |
| 5     | Tony Kanaan       | Andretti Green Racing     | 13   | 24,689 |
| 6     | Hideki Mutoh      | Andretti Green Racing     | 4    | 24,535 |
| 7     | Vitor Meira       | Panther Racing            | 9    | 24,649 |
| 8     | Buddy Rice        | Dreyer & Reinbold Racing  | 25   | 24,987 |
| 9     | Ed Carpenter      | Vision Racing             | 12   | 24,678 |
| 10    | Danica Patrick    | Andretti Green Racing     | 5    | 24,565 |
| 11    | Graham Rahal      | Newman/Haas Racing        | 18   | 24,809 |
| 12    | A.J. Foyt IV      | Vision Racing             | 15   | 24,751 |
| 13    | Will Power        | KV Racing Technology      | 8    | 24,638 |
| 14    | Ernesto Viso      | HVM Racing                | 28   | 25,024 |
| 15    | Bruno Junqueira   | Dale Coyne Racing         | 26   | 24,993 |
| 16    | John Andretti     | Roth Racing               | 7    | 24,609 |
| 17    | Milka Duno        | Dreyer & Reinbold Racing  | 27   | 25,011 |
| 18    | Mário Moraes      | Dale Coyne Racing         | 22   | 24,912 |
| 19    | Marco Andretti    | Andretti Green Racing     | 14   | 24,710 |
| 20    | Ryan Hunter-Reay  | Rahal Letterman Racing    | 10   | 24,651 |
| 21    | Mario Domínguez   | Pacific Coast Motorsports | 24   | 24,935 |
| 22    | Marty Roth        | Roth Racing               | 19   | 24,810 |
| 23    | Enrique Bernoldi  | Conquest Racing           | 20   | 24,856 |
| 24    | Jaime Câmara      | Conquest Racing           | 21   | 24,873 |
| 25    | Tomas Scheckter   | Luczo-Dragon Racing       | 6    | 24,567 |
| 26    | Oriol Servià      | KV Racing Technology      | 16   | 24,785 |
| 27    | Justin Wilson     | Newman/Haas Racing        | 23   | 24,923 |
| 28    | Darren Manning    | A.J. Foyt Enterprises     | 17   | 24,792 |